# Jean Paulhan
Jean Paulhan (2. prosince 1884, Nîmes, Francie – 9. října 1968. Paříž) byl francouzský spisovatel, literární kritik a vydavatel, ředitel literárního časopisu Nouvelle Revue Française (NRF), a to od roku 1925 do roku 1940 a od roku 1946 do roku 1968. V letech 1963 až 1968 byl členem Francouzské akademie.

## Život
Paulhanův otec byl filozof Frédéric Paulhan, jeho matka byla Jeanne Thérond. V letech 1908 až 1910 působil jako učitel na Madagaskaru a později překládal malgašské básně neboli Hainteny do francouzštiny.
Paulhanovy překlady zaujaly Guillauma Apollinaira a Paula Éluarda.
Pracoval jako sekretář Jacquese Rivièra v NRF, a to až do roku 1925, kdy jej nahradil ve funkci redaktora časopisu. V roce 1935 spolu s Henri Michauxem, Giuseppe Ungarettim, Groethuysenem a dalšími založili podobný, ale luxusnější časopis Mesures, pod vedením Henryho Churche.
Jedním z jeho nejslavnějších děl literární kritiky byly Květiny z Tarbes, aneb Teror v literatuře (1941), studie o povaze jazyka v beletrii. Paulhan také napsal několik autobiografických povídek; Anglické překlady několika se objevily ve sbírce Progress in Love on the Slow Side. Během druhé světové války byl Paulhan časným a aktivním členem francouzského odboje a byl zatčen německým gestapem. Po válce založil Cahiers de la Pléiade a v roce 1953 znovu uvedl La Nouvelle Revue Française.
Paulhan vyvolal kontroverzi tím, že se postavil proti nezávislosti Alžírska a podporoval francouzskou armádu během alžírské války; to vedlo k roztržce mezi Paulhanem a jeho přítelem Mauricem Blanchotem.
Autorka Anne Desclos prozradila, že román Story of O napsala jako sérii milostných dopisů svému milenci Paulhanovi, který obdivoval práci markýze de Sade.

## Dílo
- Les Hain-Tenys Merinas (Geuthner, 1913, znovu vydáno 2007)
- Le Guerrier appliqué (Sansot, 1917 ; Gallimard 1930, znovu vydáno 2006)
- Jacob Cow le Pirate, ou Si les mots sont des signes (1921)
- Le Pont traversé (1921, znovu vydáno 2006)
- Expérience du proverbe (1925)
- La Guérison sévère (1925, znovu vydáno 2006)
- Sur un défaut de la pensée critique (1929)
- Les Hain-Tenys, poésie obscure (1930)
- Entretien sur des faits-divers (1930, 1945)
- L'Aveuglette (1952)
- Les Fleurs de Tarbes ou La terreur dans les Lettres (1936, 1941)
- Jacques Decour (1943)
- Aytre qui perd l'habitude (1920, 1943, znovu vydáno 2006)
- Clef de la poésie, qui permet de distinguer le vrai du faux en toute observation, ou Doctrine touchant la rime, le rythme, le vers, le poète et la poésie (1945)
- F.F. ou Le Critique (Gallimard, 1945; znovu vydáno od Éditions Claire Paulhan, 1998)
- Sept causes célèbres (1946)
- La Métromanie, ou Les dessous de la capitale (1946, znovu vydáno 2006)
- Braque le Patron (1946)
- Lettre aux membres du C.N.E. (1940)
- Sept nouvelles causes célèbres (1947, znovu vydáno 2006)
- Guide d'un petit voyage en Suisse (1947, znovu vydáno 2006)
- Dernière lettre (1947)
- Le Berger d’Écosse (1948, znovu vydáno 2006)
- Fautrier l'Enragé (1949)
- Petit-Livre-à-déchirer (1949)
- Trois causes célèbres (1950)
- Les Causes célèbres (1950, znovu vydáno 2006)
- Lettre au médecin (1950, znovu vydáno 2006)
- Les Gardiens (1951, znovu vydáno 2006)
- Le Marquis de Sade et sa complice ou Les revanches de la Pudeur (1951)
- Petite préface à toute critique (1951)
- Lettre aux directeurs de la Résistance (1952)
- La Preuve par l'étymologie (1953)
- Les Paroles transparentes, avec des lithographies de Georges Braque (1955)
- Le Clair et l'Obscur (1958)
- G. Braque (1958)
- De mauvais sujets, gravures de Marc Chagall (1958, znovu vydáno 2006)
- Karskaya (1959)
- Lettres (1961)
- L'Art informel (1962)
- Fautrier l'enragé (1962)
- Progrès en amour assez lents (1966, znovu vydáno 2006)
- Choix de lettres I 1917–1936, La littérature est une fête" (1986)
- "Choix de lettres II 1937-1945, Traité des jours sombres" (1992)
- Choix de lettres III 1946-1968, Le Don des langues (1996)
- La Vie est pleine de choses redoutables (Seghers; znovu vydáno od Claire Paulhan, 1990)
- "Lettres de Madagascar, 1907-1910", Éditions Claire Paulhan (2007)
- "Œuvres complètes", edited by Bernard Baillaud, Volume I, Gallimard (2006).